# Liste der Naturdenkmale in Adelebsen
Diese Liste beinhaltet die Naturdenkmale, die im Flecken Adelebsen liegen. Die Naturdenkmale werden durch den Landkreis Göttingen ausgewiesen. Bei den zurzeit 70 Naturdenkmalen im Altkreis handelt es sich um Bäume oder Baumgruppen.
Das in der Liste befindliche Naturdenkmal NDGÖ1101022 (Kochs Linde) wurde am 26. Juli 2013 durch einen Sturm zerstört.
| Bild            | Bezeichnung  | Ort, Lage                                                                | Beschreibung | Schutzzweck                                                                                        | Nummer      |
| --------------- | ------------ | ------------------------------------------------------------------------ | --- | -------------------------------------------------------------------------------------------------- | ----------- |
| Fotos hochladen | Ramsoleiche  | Adelebsen Flur 006 Flurstück 00053/000 (51° 34′ 57,2″ N, 9° 43′ 39,4″ O) | Die circa 300 Jahre alte Ramsoleiche steht am Nordhang eines schmalen Bachtals, das aus dem Ostrand des Adelebser Waldes führt. Die Eiche hat eine weit ausladende, tief reichende Krone. Der Brusthöhenumfang beträgt 6,39 m (2016).                                                                                             | Der Baum soll wegen seiner Seltenheit und Schönheit langfristig als Naturdenkmal geschützt werden. | NDGÖ1101021 |
| BW              | Kochs Linde  | Adelebsen Flur 007 Flurstück 00142/000 (51° 35′ 32″ N, 9° 44′ 2″ O)      | Die Winterlinde stand weithin sichtbar auf offener Höhe an einem Wegeabzweig in der Feldmark nordwestlich von Adelebsen. Die ca. 160 Jahre alte Winterlinde bildete einen markanten Orientierungspunkt in der ausgeräumten Feldmark. Am 26. Juli 2013 durch einen Sturm zerstört.                                                 | Der Baum sollte wegen seiner Eigenart und Schönheit langfristig als Naturdenkmal geschützt werden. | NDGÖ1101022 |
| Fotos hochladen | Luther-Eiche | Adelebsen Flur 011 Flurstück 00102/007 (51° 34′ 52,3″ N, 9° 45′ 24,3″ O) | Die Luther-Eiche steht auf einer kleinen Grünfläche (Rasen und Kiesweg) zwischen dem Mühlenanger und dem Mühlengraben am Abzweig der Burgstraße. Sie wurde am 10. November 1883, dem 400. Geburtstag Martin Luthers, von Friedrich Wabbersen anlässlich der Geburt seines Sohnes Karl-Ernst als sogenannte Luthereiche gepflanzt. | Der Baum soll wegen seiner Eigenart und Schönheit langfristig als Naturdenkmal geschützt werden.   | NDGÖ1101023 |